# Исторически музей (Омуртаг)
Историческият музей в Омуртаг е създаден на 26 януари 1973 г.

## История
Помещава се във възрожденската къща на баба Иванка Хаджийката, построена през 1876 г. от уста Генчо Кънев. В нея по време на Руско-турската война от 1877 – 1878 г. укрива над 200 жени и деца.
При откриването си музейната сбирка е официално посветена на българо-руската и българо-съветската дружба. През 1994 г. музейната сбирка прераства в Исторически музей. Музеят има три постоянни експозиции, разположени в комплекс от възрожденски къщи – археологическа, етнографска и общоисторическа.

## Експозиции
Археологическата експозиция представя материалните свидетелства за най-старите човешки поселения край град Омуртаг Те са разположени в самостоятелна музейна сграда. Сред експонатите са идолна пластика, костени и каменни накити. Във фондохранилищата на музея се пазят предмети от Античността и българското Средновековие.
Етнографският отдел на музея е разположен в самостоятелна сграда. Експозицията е разделена на две части. В първата е показан градският бит – облекло, мебели, тъкани, посребреният поднос, който е подготвен за подарък на княз Фердинанд І при посещението му в Осман пазар. Княза подминала града и подносът остава в града.
Общоисторическата експозиция е разположена в Централната музейна сграда – къщата на баба Иванка Хаджийката. Сред експонатите са полилей от Божи гроб, виенски столове, кьошк, самовар, щампи на Васил Левски, Христо Ботев, цар Освободител, генерал Гурко. Сред експонатите в музея е космическият скафандър на Александър Александров.